# تشاكربازار
تشاكربازار (بالفارسية: چاکربازار) هي قرية تقع في منطقة بولان في إيران. يقدر عدد سكانها بـ 141 نسمة بحسب إحصاء 2016.